# Géographie de la Charente
Le département de la Charente a été découpé selon des critères géographiques: le bassin supérieur et moyen du fleuve éponyme qui le traverse. Il fait géologiquement partie du Bassin aquitain, et une petite partie nord-est appartient au Massif central.

## Situation

### Les coordonnées géographiques
Situé dans l'hémisphère Nord, dans les latitudes tempérées et à cheval sur le méridien de Greenwich, les coordonnées géographiques du département de la Charente correspondent à la latitude 45° 50′ N et à la longitude 0° 20′ E.
Le département de la Charente est traversé dans sa partie septentrionale par le 46e parallèle Nord par lequel une dizaine de communes sont traversées dont la petite commune de Barro, au sud de Ruffec, est celle qui y est la plus proche étant située sur le 46° 00′ 05″ N, de même Confolens est la ville de Charente qui s'y aligne le plus, étant située sur le 46° 00′ 52″ N.
La commune la plus septentrionale du département de la Charente est Abzac dont les coordonnées de la commune se trouvent à la latitude 46° 06′ 14″ N.
À l'opposé, la commune la plus méridionale de la Charente est Médillac dont la latitude est 45° 13′ 58″ N.
La commune la plus orientale du département de la Charente est Brigueuil dont les coordonnées de sa longitude sont 0° 51′ 40″ E.
Enfin, la commune la plus occidentale de la Charente et qui est en même temps à l'ouest du méridien de Greenwich est Ars, dont la longitude est 0° 22′ 52″ W.
Le département de la Charente a la particularité géographique d'être traversé du nord au sud par le méridien de Greenwich et le chevauche d'est en ouest, Roullet-Saint-Estèphe est la ville de Charente qui en est la plus proche, côté Est, étant située à 0° 02′ 54″ E du méridien tandis que Châteauneuf-sur-Charente est la ville la plus proche, côté Ouest, étant située à 0° 03′ 09″ W du méridien.
La commune du département de la Charente qui est la plus alignée sur le méridien de Greenwich, côté Est, est Rioux-Martin dont la longitude est 0° 00′ 11″ E et l'autre commune, à l'Ouest du méridien, est Yviers, dont la longitude est 0° 00′ 13″ W.
L'intersection du 46e parallèle nord et du méridien de Greenwich se trouve sur le territoire de la commune de Longré, dans le nord-ouest du département.
Selon les données de l'IGN, le centre géographique du département de la Charente est la commune de Champniers, à l'est d'Angoulême.

### Données de la situation géographique du département
Le département de la Charente est centré sur son fleuve éponyme auquel il lui doit son nom, où ce dernier   naît sur les plateaux granitiques du Limousin et se dirige vers l'ouest en direction de la Charente-Maritime. 
Le territoire départemental est limitrophe à l'ouest de la Charente-Maritime avec lequel il partage la plus longue délimitation administrative; au sud, il confine avec la Dordogne; au nord, il jouxte les Deux-Sèvres et la Vienne tandis qu'à l'est, il est au contact de la Haute-Vienne. Tout le département de la Charente, ainsi que tous ceux avec lesquels il confine, appartiennent à la région Nouvelle-Aquitaine. Il appartenait à l'ancienne région Poitou-Charentes entre 1956 et 2015.
Les limites du département de la Charente coïncident avec celles des bassins supérieur et moyen du fleuve Charente, ce qui lui fait englober des régions géographiquement et géologiquement différentes qui sont d'amont en aval, la Charente limousine, l'Angoumois, puis la Saintonge.
Les principales villes du département sont bâties dans des boucles du fleuve : Mansle, Angoulême et son péri-urbain Saint-Yrieix-sur-Charente, Gond-Pontouvre, Fléac, La Couronne, puis en aval Châteauneuf-sur-Charente, Jarnac et Cognac. Les gros bourgs ruraux de Montbron et de La Rochefoucauld sont bordés par la Tardoire, celui de Saint-Claud par le Son et celui d'Aigre par l'Aume. Ainsi, sur les 19 cantons actuels du département de la Charente, 
10 "chefs-lieux de canton" sont bordés par le fleuve ou un de ses affluents, savoir d'amont en aval Chasseneuil-sur-Bonnieure, Vars, Linars, Angoulême, Gond-Pontouvre, La Rochefoucauld-en-Angoumois, Ruelle-sur-Touvre, La Couronne, Jarnac et Cognac.

## Géologie
Si l'est du département appartient au Massif central (plateau du Limousin), relique de la chaîne hercynienne, la majorité de la Charente se trouve dans le Bassin aquitain, constitué de roches sédimentaires d'origine marine.
C'est d'ailleurs à l'extrémité orientale, que se trouve le point culminant du département avec le site de Montrollet qui atteint 368 mètres d'altitude.

## Régions naturelles
Le département regroupe 7 régions naturelles :
- le pays d'Angoumois
- la Charente limousine
- le Cognaçais
- le pays d'Horte et Tardoire
- le Montmorélien
- le Petit Angoumois
- le Ruffécois

Paysages de la Charente :
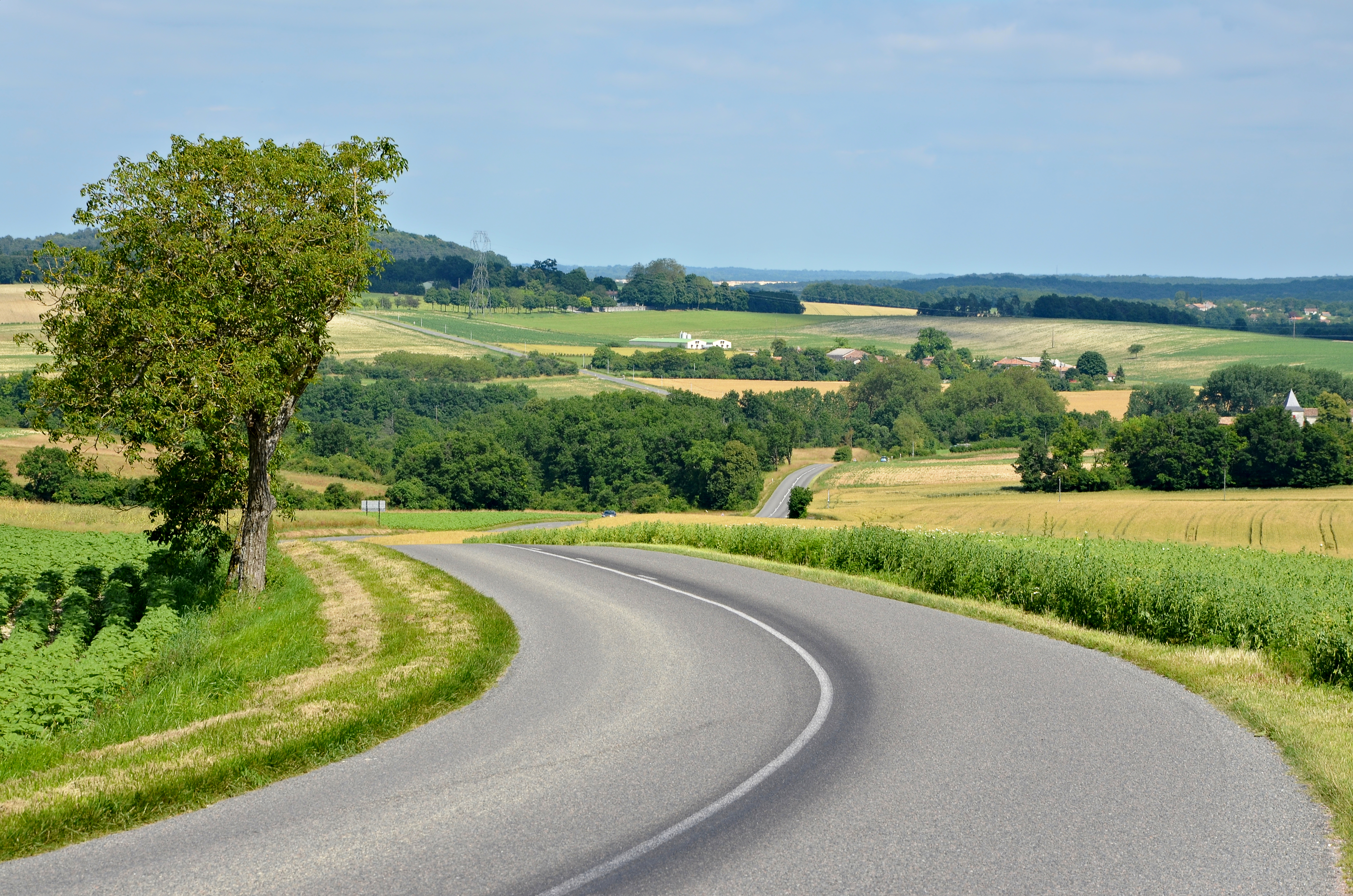
Paysage vers Villebois-Lavalette, dans le sud.
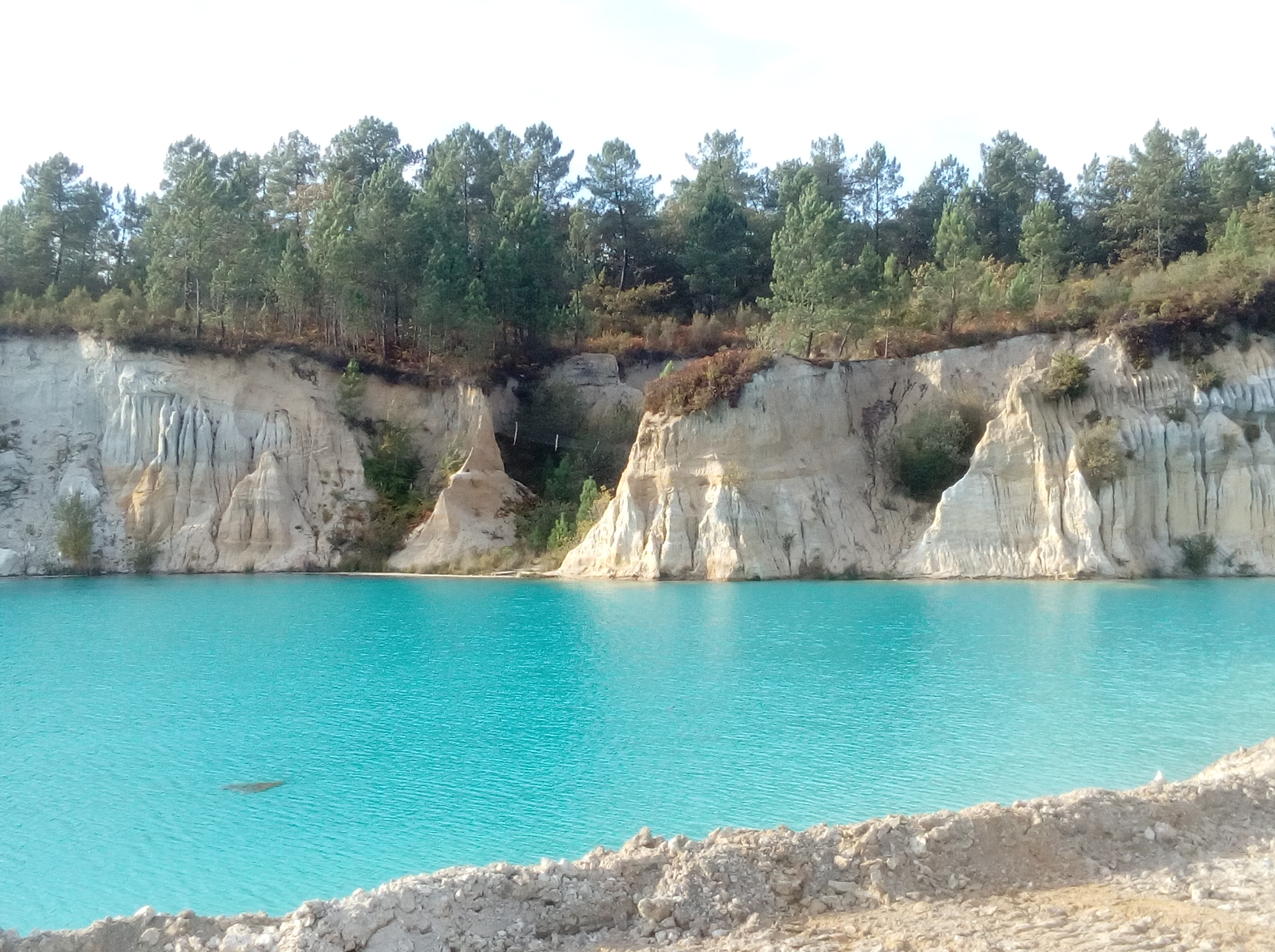
Parc de la découverte des carrières d'argile blanche, Guizengeard, dans le sud-ouest.
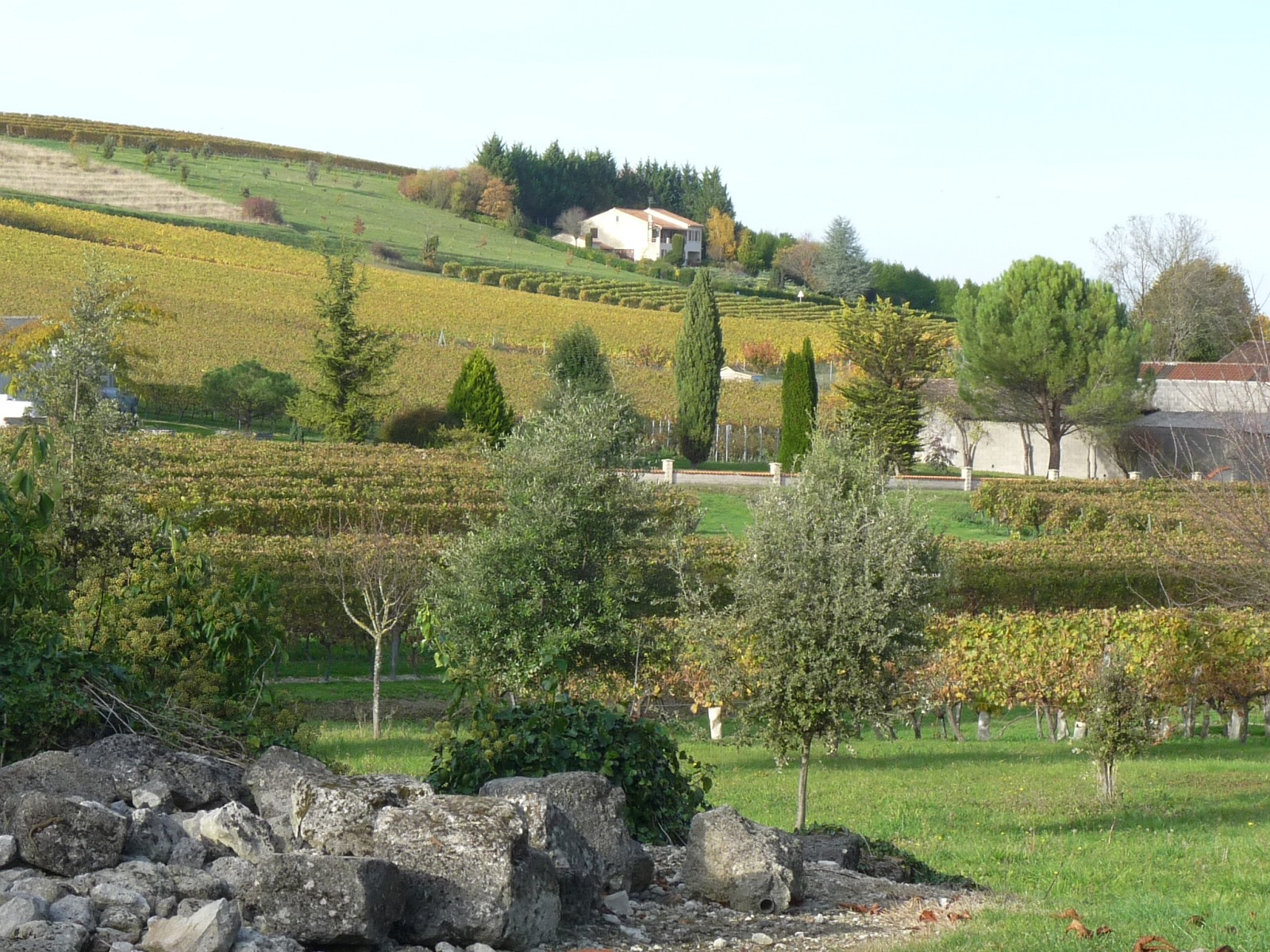
Vignoble à Bouteville, dans l'ouest.
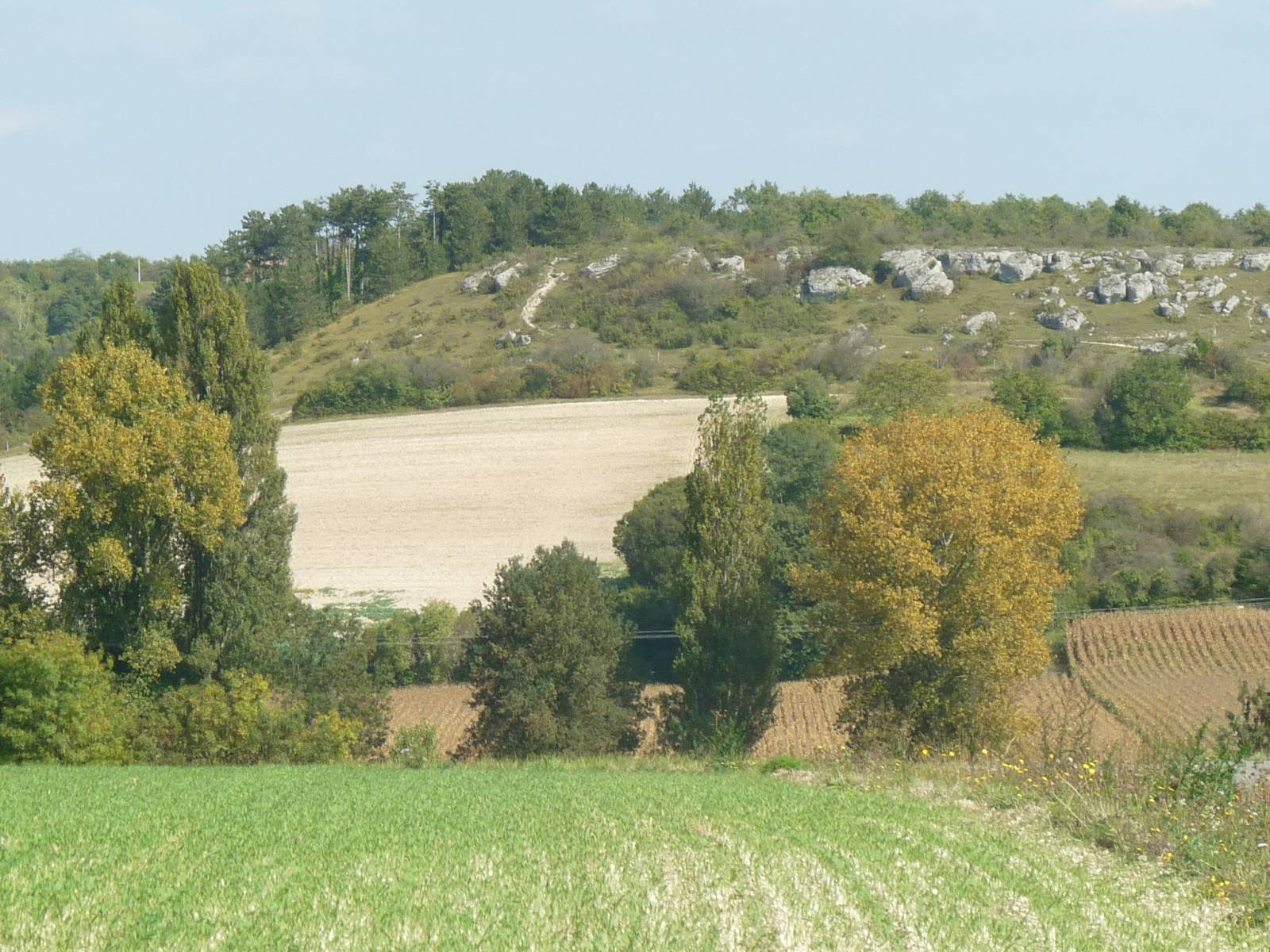
Chaumes de Vignac près de Roullet vers le centre.
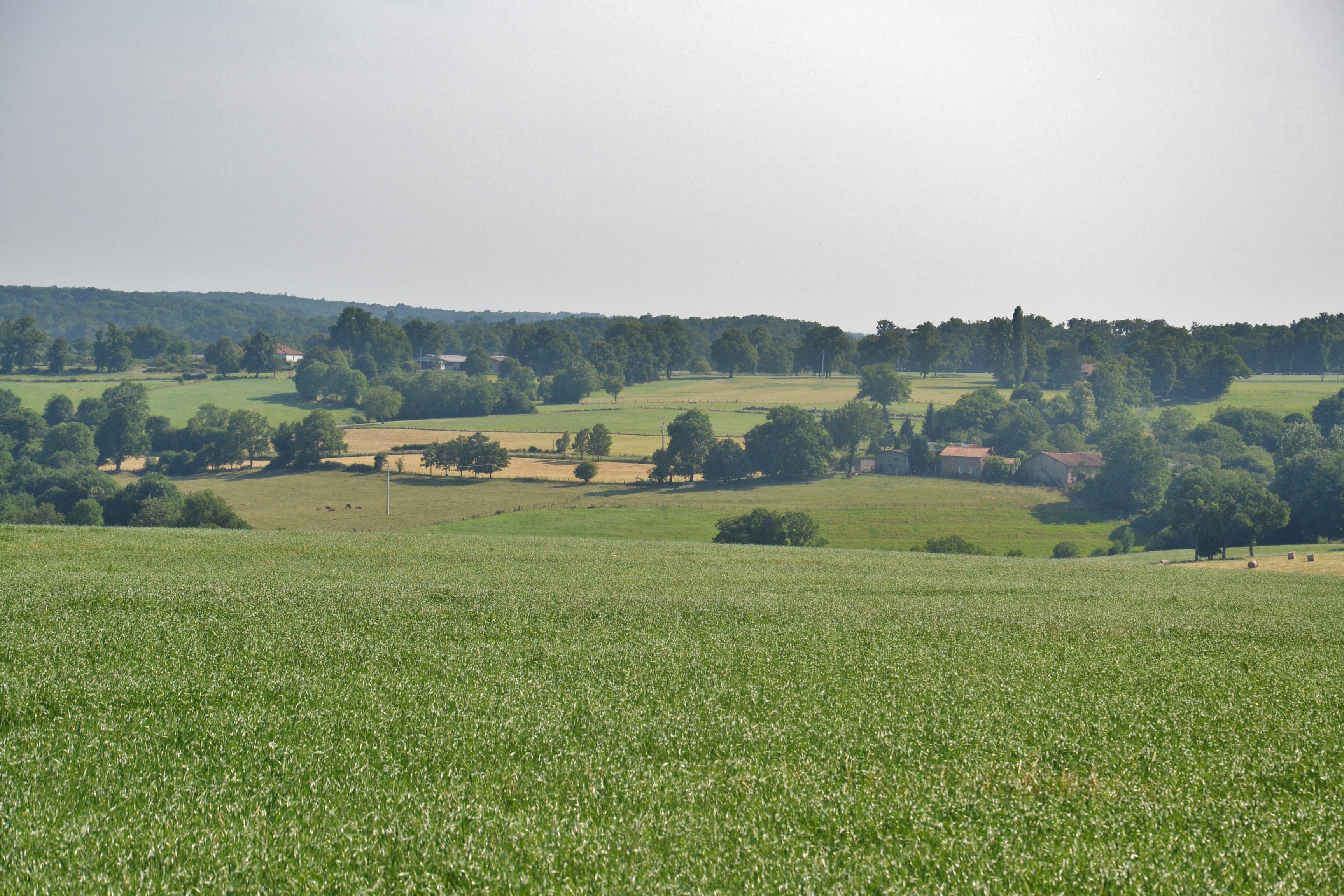
La Charente limousine, près de La Péruse, dans l'est.

## Hydrographie
Le département de la Charente est majoritairement dans la zone de gestion de l'agence de bassin Adour-Garonne, qu'il s'agisse de la Charente et de ses affluents, ou au sud d'une petite partie du bassin de l'Isle et de la Dronne.
Au nord-est du département, près de Confolens, la Vienne dépend de l'agence de bassin Loire-Bretagne.

### Eaux superficielles

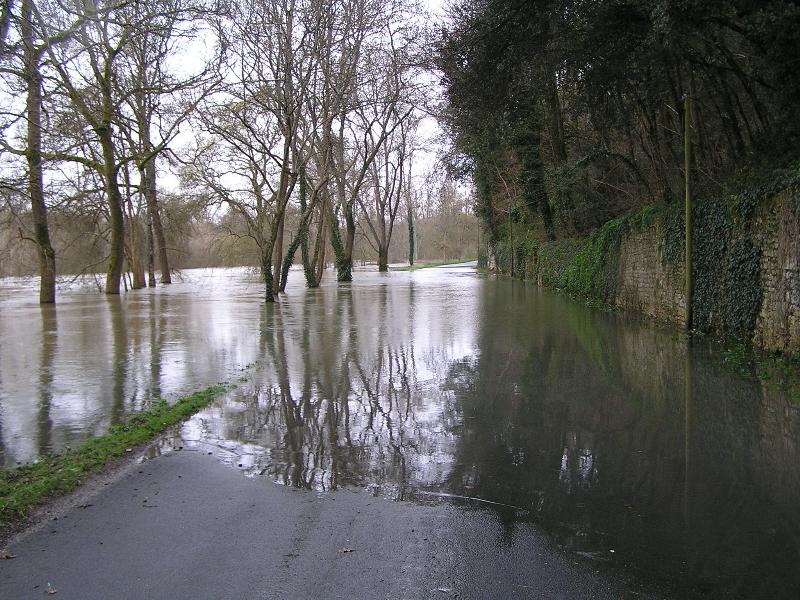
crue de la Charente en mars 2007 près de Cognac

Le régime des cours d'eau est de type pluvial avec des hautes eaux l'hiver et de basses eaux l'été. Lors des crues la montée de l'eau est progressive, elle débute en amont et se poursuit vers l'aval selon une chronologie bien connue. Les terres inondées le sont de façon habituelle et prolongée, des routes sont coupées et les quais d'Angoulême et Cognac fermés à la circulation.
Les cours d'eau ont un écoulement permanent car même en période d'étiage, ils bénéficient d'apports de nappes liées présentes dans les terrains sédimentaires. Mais des prélèvements trop importants par rapport à la ressource ont amené des assecs sévères, 570 km cumulé en 1990 ce qui a amené la mise en place d'un plan de gestion des prélèvements avec gestion volumétrique pour les irrigants et des aménagements ou réaménagements des ouvrages sur les cours d'eau.

#### Lacs
Les lacs de Haute-Charente, ont été créés par deux barrages, le barrages du Mas Chaban et le barrage de Lavaud construits en 1989 et 1990. Le lac de Lavaud est situé sur la Charente. Le lac du Mas-Chaban situé à 3,5 km à l'ouest est  sur la Moulde, à 3 km en amont de la confluence Charente/Moulde sur les communes de Lésignac-Durand et Massignac. Ils occupent 400 hectares et ont pour but de soutenir l'étiage du fleuve durant l'été.

#### Charente et affluents

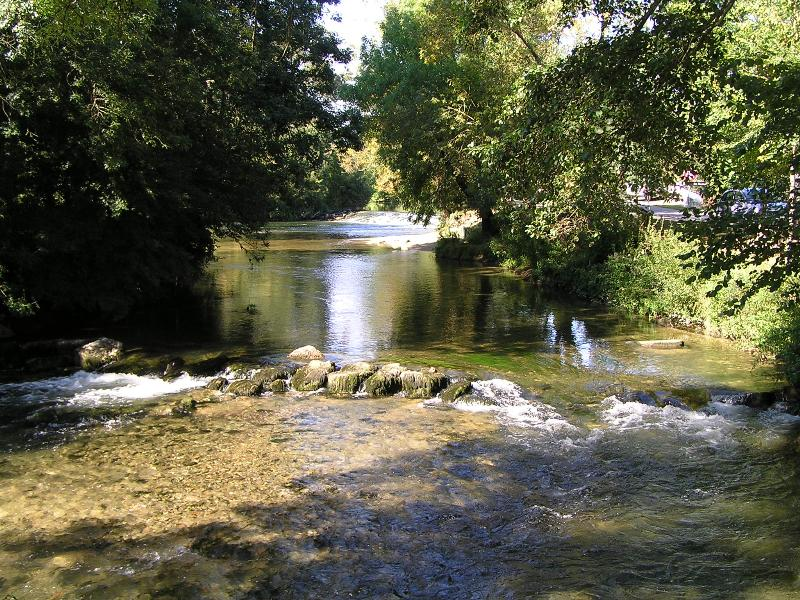
la Charente à Vibrac

Jusqu'à Mansle la pente de la Charente est forte et les méandres de court rayon.
En Angoumois puis en Saintonge la pente de la Charente est faible et régulière et le fleuve marque de très larges méandres. La Charente et ses affluents traversent en Angoumois des plateaux calcaires fissurés générateurs de gouffres et de résurgences et sur le reste de son bassin versant des terrains imperméables mais aussi des calcaires qui une fois gorgés d'eau se comportent comme des terrains imperméables.
Ses affluents sont de plusieurs types :
- Tardoire, Bandiat, Bonnieure qui disparaissent en partie dans des crevasses et alimentent le karst lequel est garant d'un débit d'étiage minimum ;
- la Touvre, née de la deuxième plus importante résurgence de France, les sources de la Touvre ;
- l'Aume, la Soloire, l'Antenne et le Né, affluents qui coulent sur terrain imperméable et grossissent aux moindres pluies.

Les crues sont habituelles, et l'eau commence par recouvrir les zones de marais et les prairies qui bordent la Charente et ses affluents. Ce sont les zones normales d'expansion du fleuve. Quand l'eau monte plus, environ tous les 20 ans a lieu la vraie crue avec routes coupées, bas quartiers d'Angoulême, Jarnac et Cognac inondés et 1904 ou en 1982, de Châteauneuf-sur-Charente à l'embouchure, et les prés ne forment qu'un immense lac.
D'Angoulême à Saintes de nombreux ouvrages, écluses, canaux, barrages, rendent le fleuve navigable, maintenant uniquement pour la plaisance.

#### Autres rivières
- La Vienne qui coule vers l'ouest depuis Saint-Junien, passe à Chabanais et à Exideuil et au moment où elle va confluer avec la Charente vire plein nord, passe à Confolens et quitte la Charente pour la Vienne et plus tard rejoint la Loire ;
- La Dronne qui vient du massif central et arrive en Charente un peu avant Aubeterre-sur-Dronne. Elle a déjà reçu les eaux de la Lizonne au cours plein sud depuis Villebois-Lavalette. Elle reçoit les eaux de la Tude, et après avoir plus ou moins servi  de limite départementale, quitte la Charente à son extrême sud puis se jette dans l'Isle, affluent de la Dordogne. Sa vallée est classée Natura 2000.

#### Étangs et marais
Les étangs sont extrêmement nombreux et disséminés. L'imperméabilité transforme toutes les anciennes carrières d'argile et autres excavations après extraction, mais aussi les sablières du Sud-Charente en plans d'eau et étangs de pêche. Certains de ces étangs sont des ZNIEFF où sont effectués des comptages d'oiseaux (étangs d'Orlut sur Cherves-Richemont par exemple).
Les zones de marais étaient nombreuses dans l'ouest du département (comme l'attestent les toponymes « pallud »). Il s'agissait des vallées du Né et de l'Antenne et de zones inondables transformées en étang autour du Fossé du Roy ainsi que d'une vaste zone dans le secteur de Gensac-la-Pallue (à la Pallue, il y a deux marais, de Rulle et Grand marais et une rivière naît d'une source dans les marais). Actuellement on étudie la faisabilité de rendre à ces marais leur rôle de zones d'expansion du fleuve Charente et ainsi de diminuer l'impact des inondations dans les zones bâties.

### Eaux profondes
L'est de la Charente limousine est un socle cristallin bordé par une zone aquifère calcaréo-dolomitique du Jurassique inférieur nord-sud assez étroite. Puis, plus à l'ouest, s'étend un aquifère calcaire du Jurassique moyen et à l'ouest du département deux aquifères dans les formations marno-calcaires du Jurassique supérieur et plus au sud du Santonien et Campanien, bordé à son nord-est par du Turonien et Coniacien et au sud d'un aquifère détritique du Tertiaire.
Ainsi en allant de l'est vers le sud-ouest, on trouve des nappes captives, semi-captives puis des nappes libres, le plus souvent des nappes alluviales en relation avec un cours d'eau dont une des plus importantes est celle de l'Ile Marteau qui alimente Cognac et sa périphérie en eau potable.
Le Karst de La Rochefoucauld s'étend sur plus de 500 km2. Le cheminement souterrain de l'eau a créé des gouffres et des dépressions nommées fosses (Fosse Mobile, Fosse Limousine, Grande Fosse). Il a une très grande capacité de stockage et il est alimenté en particulier par les eaux du Bandiat et de la Tardoire qui y disparaissent en presque totalité et par la Bonnieure. Ces eaux forment des rivières souterraines et des résurgences contigües : le Bouillant, le Dormant, la Font de Lussac et la Lèche qui constituent les sources de la Touvre (deuxième plus importante résurgence française). Elle résulte de la faille de l'Échelle où une épaisseur de 500 m de marnes du Kimméridgien inférieur imperméable barre la route à l'écoulement souterrain des eaux et les oblige à remonter à la surface. L'Échelle se jette elle aussi dans la source. L'alimentation de la ville d'Angoulême se fait sur le karst de la Rochefoucauld au niveau du Bouillant. Ce réseau comprend en plus du niveau actif que sont les rivières souterraines, des réseaux fossiles et des réseaux demi-actifs, les fosses d'effondrement et les cavités fossiles comme les grottes du Quéroy.
Le niveau du karst de la Rochefoucauld est mesuré par un piezomètre et les résultats sont consultables.

### Utilisation de l'eau
Pour le département de la Charente en 1995 pour 103 millions de m3, seuls 30,7 étaient utilisés pour la distribution d'eau potable, 21,95 pour l'industrie et 50,5 pour l'irrigation. Les actions entreprises ont porté leurs fruits dès 1998 avec une baisse à 98,6  millions de m3, dont 31,2 pour la distribution d'eau potable, 17,4 pour l'industrie soit une baisse de 20 % et 45 pour l'irrigation soit une baisse de 10 % qui s'est accentuée les années suivantes.
Pour l'ensemble du bassin de la Charente (Charente et Charente-Maritime) les prélèvements ont été en 1996 de 208 millions de m3 dont 67 pour la distribution d'eau potable, 26 pour l'industrie et 116 pour l'irrigation. Et, en période d'étiage la répartition des utilisations devient de 90 % pour l'agriculture, 9 % pour l'eau potable et 1 % pour l'industrie. De ce fait le déficit chronique estival tend à s'aggraver.
L'eau utilisée pour ces différents usages provient d'eaux de surface mais aussi de nappes phréatiques (10,4 pour l'eau potable, 6,34 pour l'industrie et 15,97 pour l'irrigation) et de nappes captives (3,77 pour l'eau potable, 1 pour l'industrie et 6,48 pour l'irrigation) (chiffres 1995). D'autres chiffres montrent qu'en 1998 l'eau potable en Charente provenait pour 98 % d'eaux souterraines, prise pour 54 % en nappe captive, 20 % en nappe semi-captive et 26 % en nappe libre.
Une des questions de santé publique est l'augmentation dans les eaux des captages destinés à l'eau potable des taux de nitrates et de pesticides. Ces augmentations peuvent être une lente augmentation, ou, pour les nappes libres de subites hausses à la suite de fortes pluies ayant provoqué du ruissèlement et un lessivage de résidus de produits phytosanitaires agricoles. De nombreux captages ont dû être fermés (en Charente, plus de 100 en 10 ans) et les coupures d'eau dans la périphérie Sud d'Angoulême ont eu un impact qui a fait prendre conscience à la totalité de la population de la gravité de la situation.

## Géographie de l'environnement
Le département de la Charente comporte 24 zones Natura 2000 certaines en totalité dans le département, d'autres en partie sur les départements limitrophes, surtout la Charente-Maritime mais aussi la Dordogne et la Haute-Vienne.
Elles sont de plusieurs types, d'une part des rivières et leurs vallées, et tout particulièrement la Charente sur la presque totalité de son cours et la majorité de ses affluents, d'autre part quelques espaces spécifiques, pelouses calciformes, chaumes et coteaux ainsi qu'une forêt et une grotte. Elles concernent plusieurs grands types d'habitats : ceux d'oiseaux, ceux de chiroptères (les chauve-souris), ceux de loutres et de visons d'Europe, et ceux des orchidées. Des invertébrés, des amphibiens et poissons remarquables sont aussi recensés.

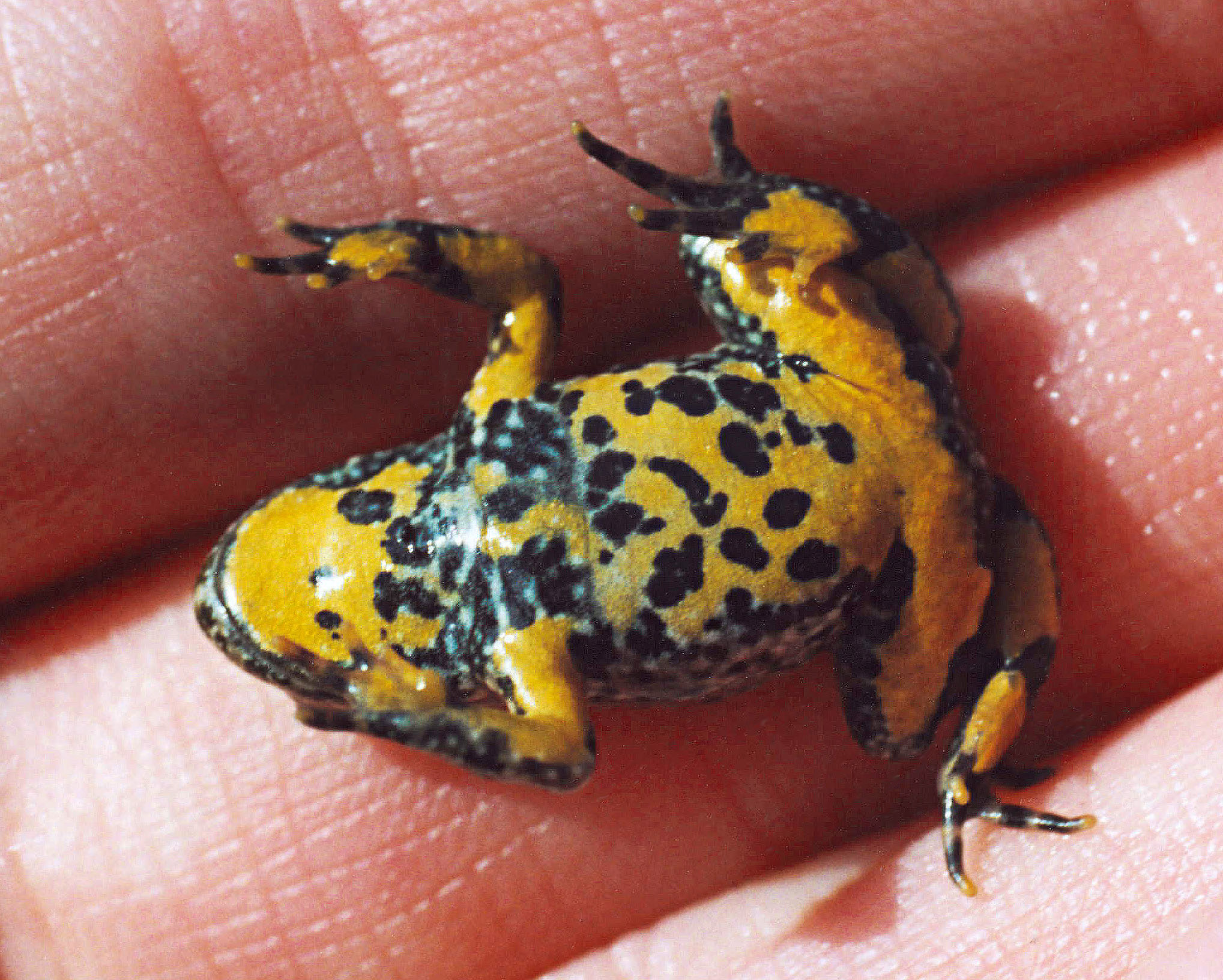
Bombina variegata juvenile
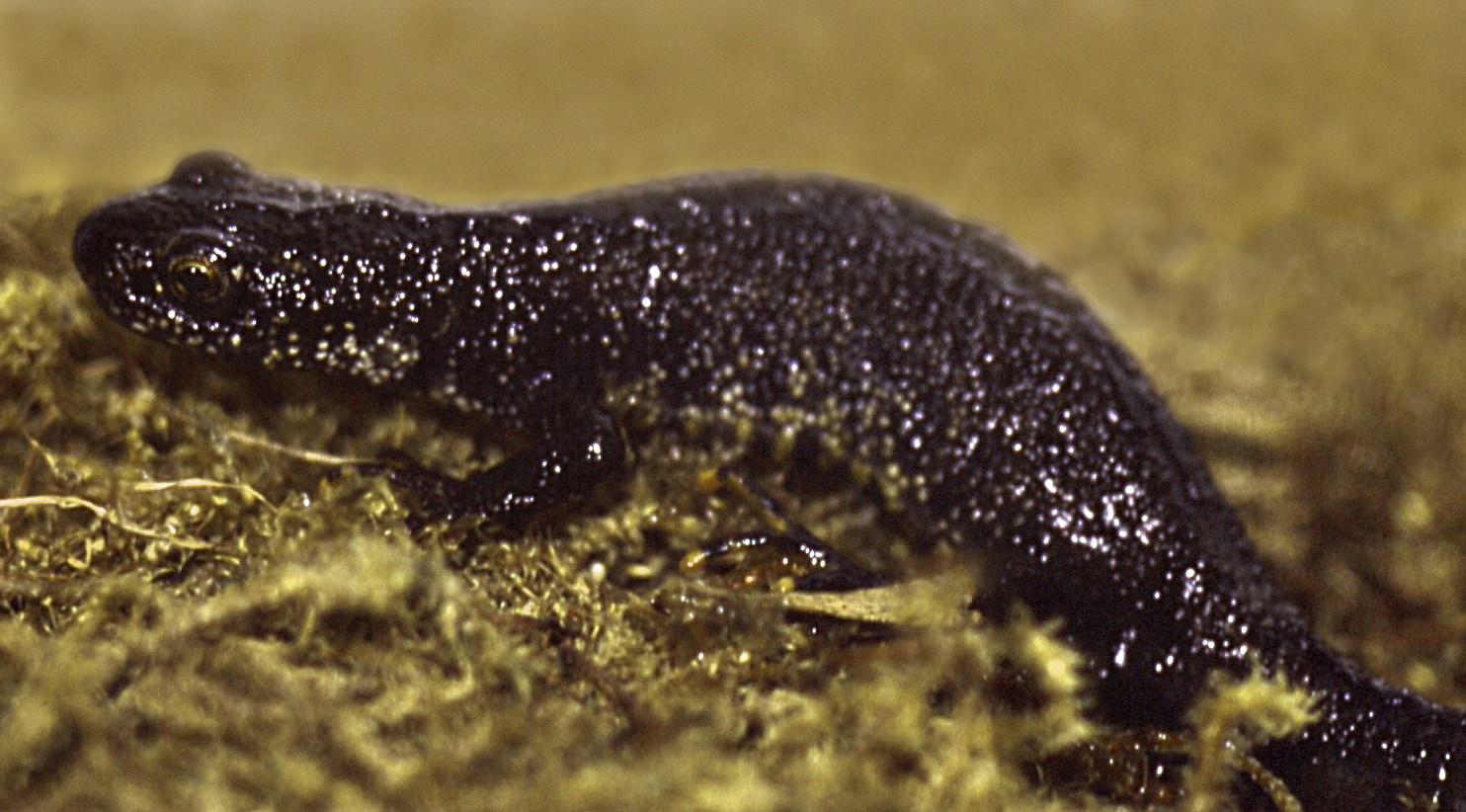
Triturus cristatus
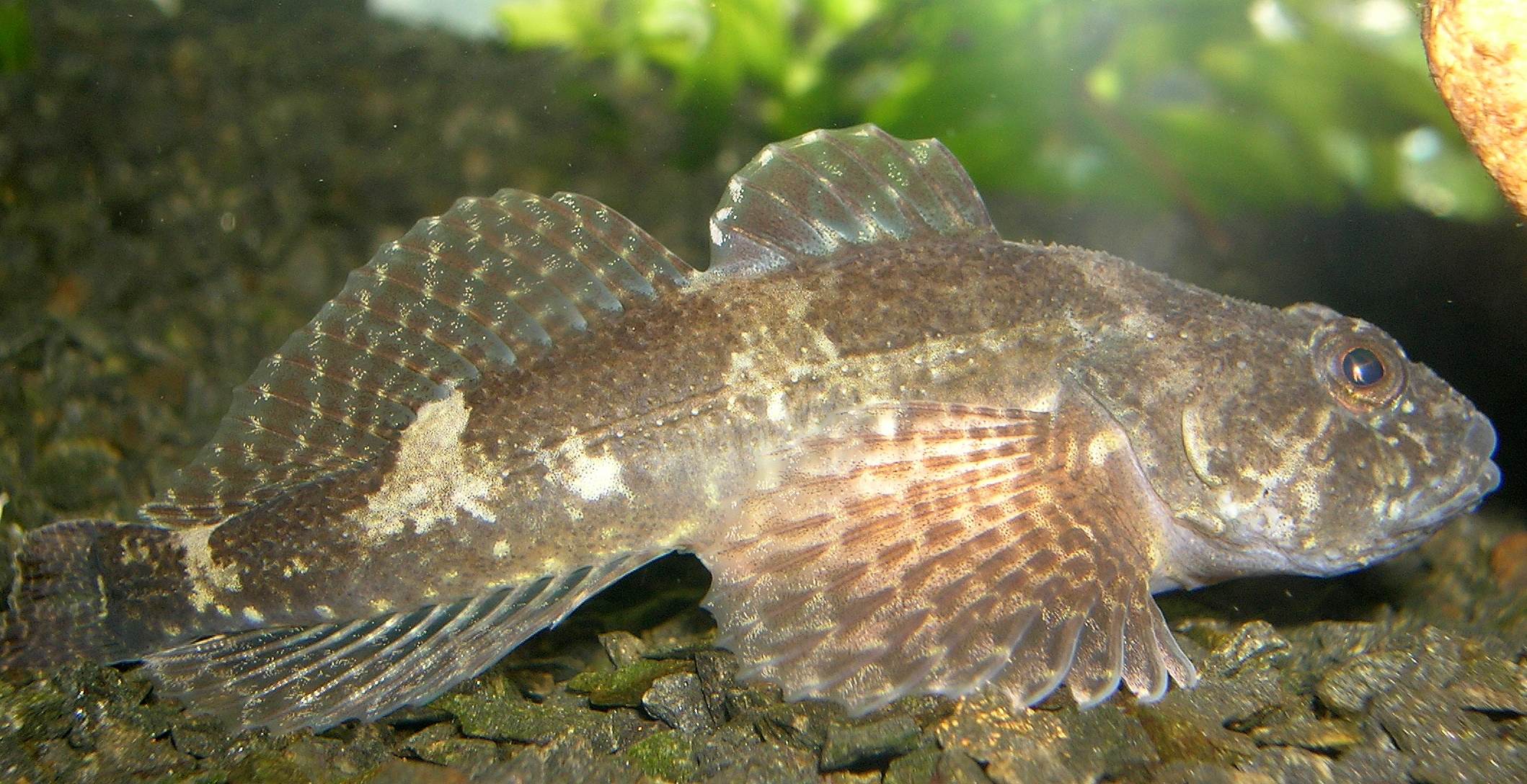
Chabot (Cottus gobio)
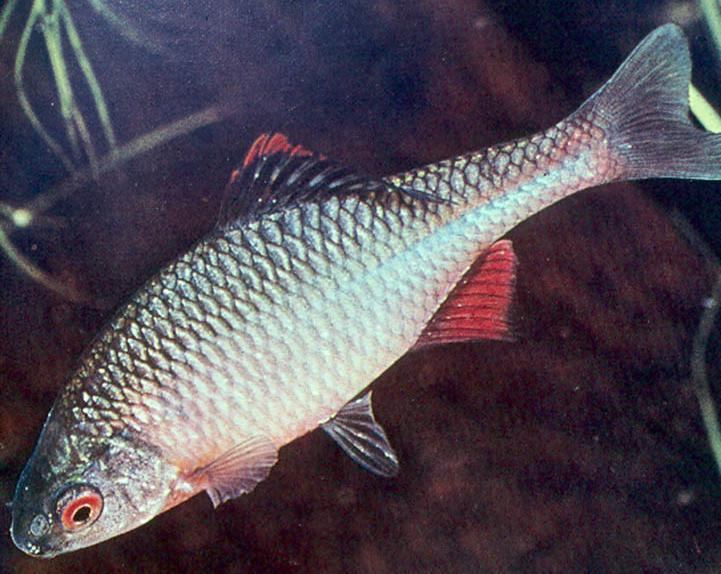
Bouvière (Rhodeus sericeus)

### Habitats d'oiseaux
Pour les oiseaux, présents sur tout le territoire et sur de nombreuses zones humides, les cinq zones Natura 2000 sont la plaine de Villefagnan, la plaine de Barbezières à Gourville, la vallée de la Charente en amont d'Angoulême, la Moyenne vallée de la Charente et Seugne pour un très grand nombre d'oiseaux, mais surtout en Charente-Maritime, la Région de Pressac et étang de Combourg, très importante zone pour de nombreuses espèces d'oiseaux sur 3359 ha mais dont seulement 22 % soit environ 700 ha sont en Charente
La plaine de Villefagnan sur ses 9531 ha et la plaine de Barbezières à Gourville sur 8108 ha ont une grande diversité d'oiseaux remarquables, des rapaces, Bondrée apivore, Busard cendré, Busard des roseaux, Busard Saint-Martin, Faucon émerillon, Faucon hobereau, Epervier d'Europe, des échassiers qui sont aussi présents au bord de la Charente  Cigogne blanche, Grue cendrée, Héron cendré, des limicoles Courlis cendré, Œdicnème criard, Pluvier doré, Vanneau huppé et aussi Engoulevent d'Europe, Petit-duc scops, Milan noir, Milan royal, Pie-grièche écorcheur (Lanius collurio), Pipit rousseline (Anthus campestris). Sur Villefagnan sont aussi présents la bécasse des bois, le Bruant ortolan et le   Hibou des marais.
Une importante action de préservation de l'Outarde canepetière a été entreprise, des conventions ont été passées avec les agriculteurs pour modifier des dates de fauches et faucher de l'intérieur du champ vers l'extérieur pour ainsi laisser les oiseaux s'échapper.
Sur la vallée de la Charente en amont d'Angoulême ont été dénombrées 64 espèces d'oiseaux remarquables. Parmi eux se trouvent des espèces de marais et zones humides, ceux rencontrés à Villefagnan et à Barbezières et aussi d'autres limicoles Avocette élégante, Bécassine des marais, Barge à queue noire, Bécassine sourde, échasse blanche, Grand Gravelot, Petit Gravelot, Chevalier gambette, Chevalier guignette, Chevalier sylvain, et Combattant varié (espèce très rare), des échassiers cigogne noire, grande Aigrette, Aigrette garzette, Bihoreau gris, Blongios nain, Héron pourpré.
Parmi les oiseaux plongeurs et nageurs, des cygnes (Cygne tuberculé), des grèbes  (Grèbe à cou noir, Grèbe castagneux, Grèbe esclavon, Grèbe huppé), des oies (oie cendrée), des canards (Canard chipeau, Canard pilet, Canard siffleur, Canard souchet), des  sarcelles (Sarcelle d'été, Sarcelle d'hiver), et des fuligules (Fuligule milouin, Fuligule morillon).
Les sternes (sterne pierregarin), les guifettes (Guifette moustac et Guifette noire), les mouettes (Mouette rieuse), le Grand Cormoran, remontent par périodes très en amont sur le fleuve.
Il y a aussi des pics (Torcol fourmilier), des rapaces (balbuzard pêcheur, faucon pèlerin), des Martin-pêcheur, des Gorgebleue à miroir, des phragmites des joncs, et des râles des genêts en plus de toutes les espèces courantes qui elles ne sont pas classées remarquables.

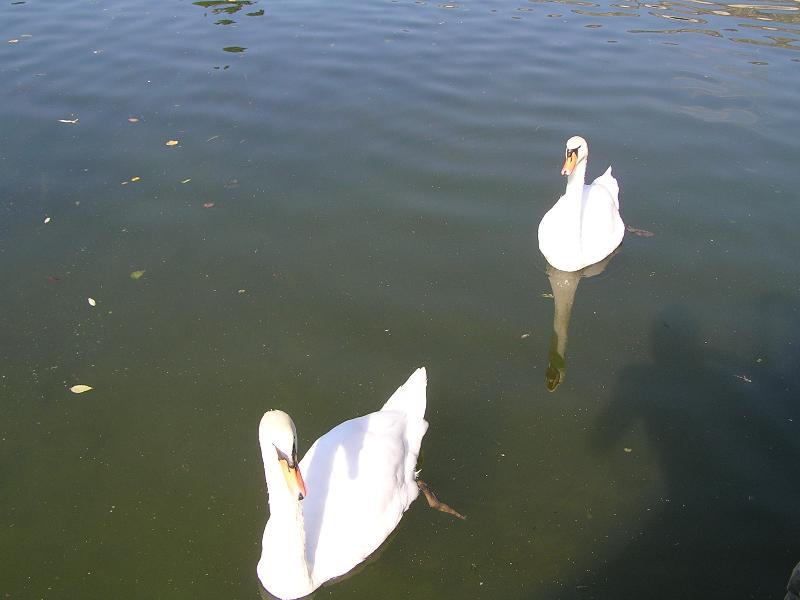
Cygne tuberculé (Cygnus olor)
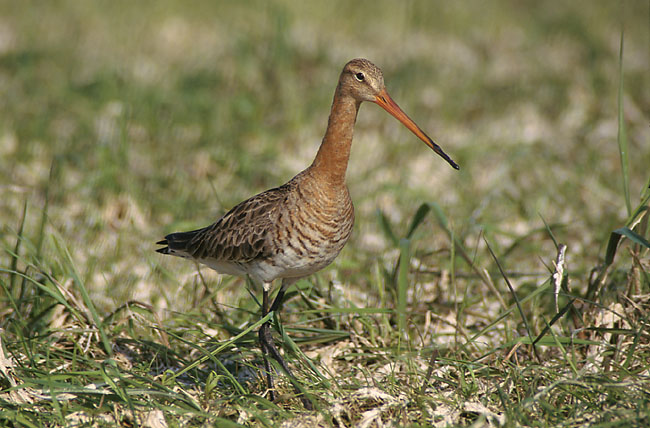
Barge à queue noire (Limosa limosa)
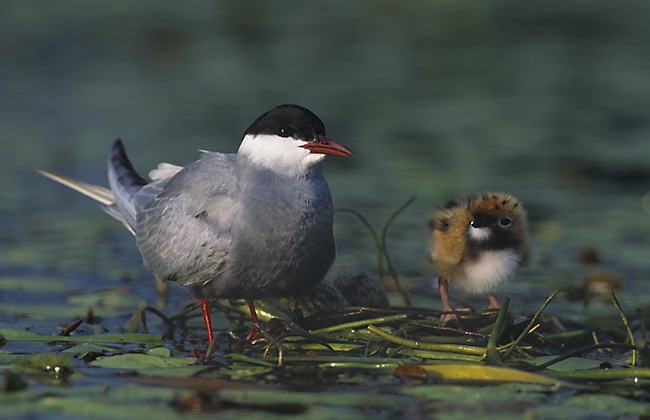
Guifette moustac (Chlidonias hybrida)
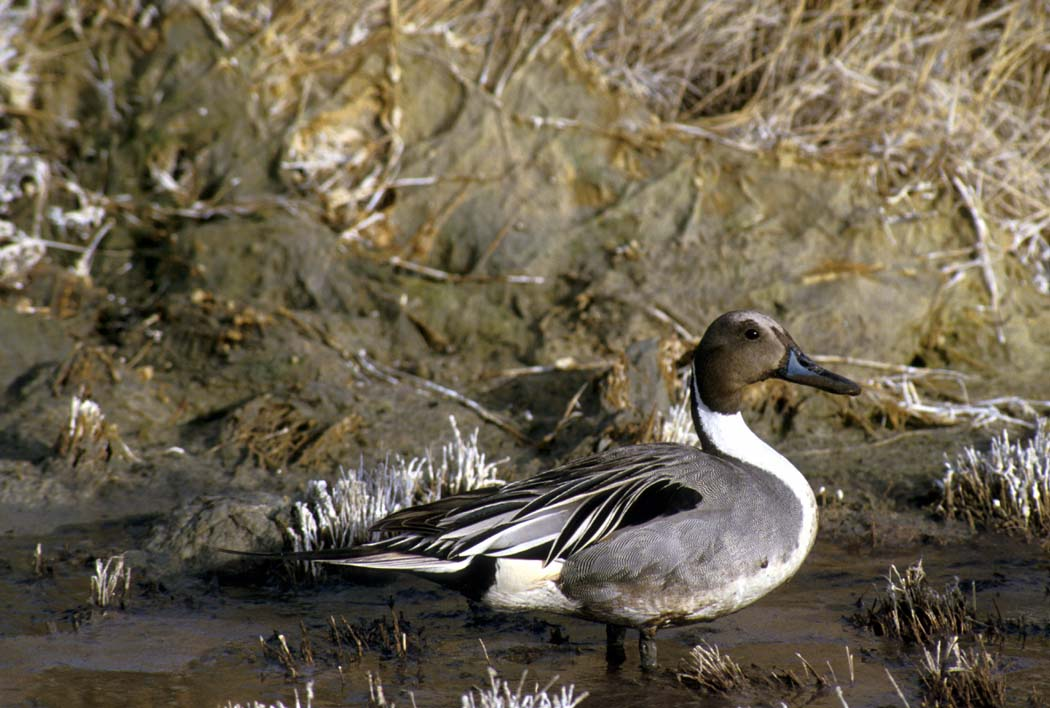
Canard pilet (Anas acuta)

L'inventaire des oiseaux nicheurs réalisé dans un cadre régional et sous forme d'un maillage serré donne en Charente 119 espèces d'oiseaux nicheurs certains pour 152 espèces d'oiseaux recensés

### Habitat de loutres et de visons d'europe

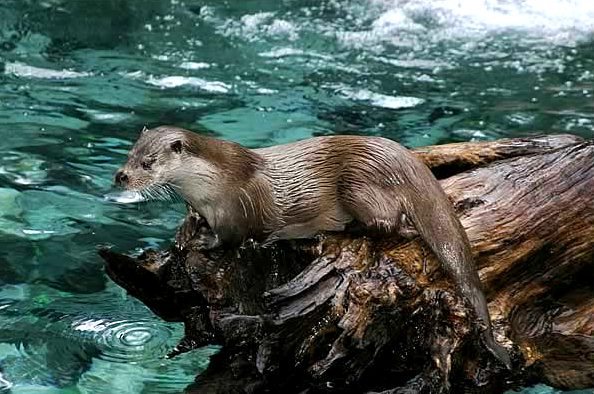
Lutra lutra

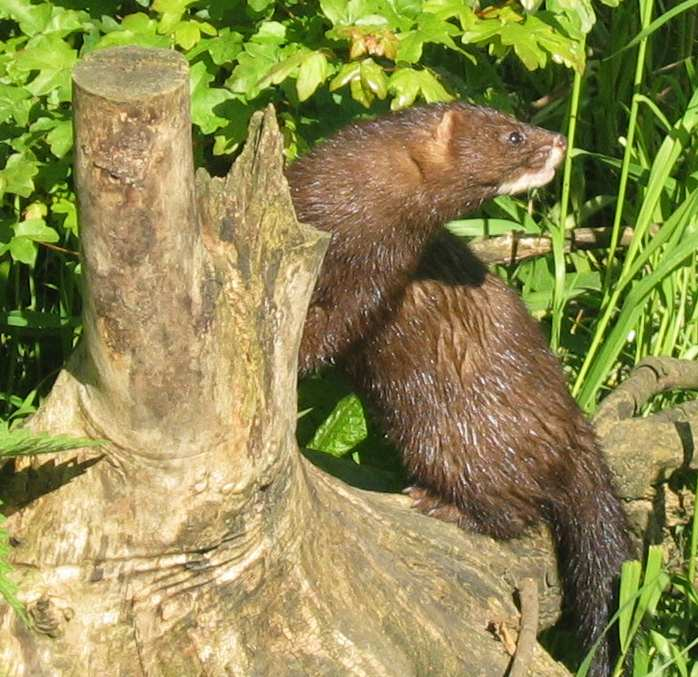
Mustela lutreola

La loutre et le vison d'Europe ont des zones d'habitat le long de nombreux cours d'eau de la Charente et les zones Natura 2000 qui les mentionnent sont :
- vallée de la Tude avec 1557 ha, la présence d'écrevisse à pattes blanches (Austropotamobius pallipes), de Lucane cerf-volant (Lucanus cervus), de Petit Rhinolophe (Rhinolophus hipposideros) et surtout de Loutre (Lutra lutra) et Vison d'Europe (Mustela lutreola)
- vallée de la Lizonne en partie en Charente avec les mêmes caractères que la Tude, Vison d'Europe (Mustela lutreola), écrevisse à pattes blanches (Austropotamobius pallipes), Azuré de la Sanguisorbe (Phengaris teleius), Fadet des laîches (Coenonympha oedippus) et des poissons rares, Bouvière (Rhodeus sericeus amarus) et Toxostome (Chondrostoma toxostoma)
- vallées du Lary et du Palais, qui n'est que pour un quart en Charente le reste étant en Charente-Maritime et en Gironde et où sont présents Loutre (Lutra lutra) et Vison d'Europe (Mustela lutreola)
- Haute vallée de la Seugne et ses affluents en amont de Pons, très peu en Charente, où ils sont aussi présents
- lande de Touverac Saint-Vallier : 2222 ha sous forme de plusieurs ilots, à 84 % en Charente, où sont présents la loutre et le vison, des chiroptères Grand Rhinolophe (Rhinolophus ferrumequinum), Petit Rhinolophe (Rhinolophus hipposideros), la Cistude d'Europe (Emys orbicularis), et des invertébrés, Cordulie à corps fin (Oxygastra curtisii), Fadet des laîches (Coenonympha oedippus)et Lucane cerf-volant (Lucanus cervus)
- Vallée de la Dronne de Brantome à sa confluence avec l'Isle, dont 19 % des 5173 ha sont en Charente et où les visons d'Europe sont présents
- Moyenne vallée de la Charente et Seugne et Coran qui n'est que pour 7 % soit 497 ha en Charente, entre l'aval de Cognac et la Charente-Maritime, lieu pour les loutres et les visons d'Europe, et les mêmes poissons que ceux de la vallée de l'Antenne.
- vallée de la Charente entre Angoulême et Cognac et ses principaux affluents (Soloire, Boëme, Touvre):avec présence de la Loutre (Lutra lutra) et du Vison d'Europe (Mustela lutreola), deux chiroptères le Grand Rhinolophe (Rhinolophus ferrumequinum) et le Petit Rhinolophe (Rhinolophus hipposideros), la Lamproie de Planer (Lampetra planeri), le Cistude d'Europe (Emys orbicularis) et comme invertébrés Agrion de Mercure (Coenagrion mercuriale) et Cordulie à corps fin (Oxygastra curtisii)
- vallée du Né et ses principaux affluents sur 4630ha, on trouve dans le Né la Lamproie de Planer (Lampetra planeri) et le Triton crêté (Triturus cristatus) des invertébrés remarquables, Cordulie à corps fin (Oxygastra curtisii), Gomphe à cercoïdes fourchus(Gomphus graslinii) et Rosalie des Alpes (Rosalia alpina) mais surtout la Loutre (Lutra lutra) et le Vison d'Europe (Mustela lutreola)
- vallée de l'Antenne avec 1208 ha dont presque 600 en Charente et une eau de grande qualité d'où la présence de Chabot (Cottus gobio), Lamproie de Planer (Lampetra planeri) et Lamproie de rivière (Lampetra fluviatilis). Les invertébrés remarquables sont en nombre, Agrion de Mercure (Coenagrion mercuriale), Cordulie à corps fin (Oxygastra curtisii), Cuivré des marais (Lycaena dispar), Gomphe à cercoïdes fourchus (Gomphus graslinii), Grand capricorne (Cerambyx cerdo), Lucane cerf-volant (Lucanus cervus) et Rosalie des Alpes (Rosalia alpina). Loutre (Lutra lutra) et Vison d'Europe (Mustela lutreola) sont présents. Sur la commune de Saint-Sulpice les anciennes carrières de pierre juste en bordure de la rivière, sont devenues le domaine des chiroptères et c'est pourquoi l'on trouve en quantité Barbastelle (Barbastella barbastellus), Grand Murin (Myotis myotis), Grand Rhinolophe (Rhinolophus ferrumequinum), Minioptère de Schreibers (Miniopterus schreibersi), Petit Rhinolophe (Rhinolophus hipposideros), Vespertilion à oreilles échancrées (Myotis emarginatus) et Vespertilion de Bechstein (Myotis bechsteini).

### Habitats de chiroptères
Les chiroptères sont très présents et principalement dans la grotte de Rancogne qui, avec plus de 2 km de galeries et six entrées est une des plus remarquables cavités à Chiroptères de France.
Elle s'est creusée dans les calcaires du karst jurassique de La Rochefoucauld, et les chauves-souris sont présentes soit pour l'hivernage, soit pour la reproduction sur 3 zones. Plus de 20 000 chauve-souris hivernent dans la grotte de Rancogne. On y trouve des Barbastelles (Barbastella barbastellus), le Grand Murin (Myotis myotis), Minioptère de Schreibers (Miniopterus schreibersi), Vespertilion à oreilles échancrées (Myotis emarginatus), Vespertilion de Bechstein (Myotis bechsteini), Rhinolophe Euryale (Rhinolophus euryale) et le Grand Rhinolophe (Rhinolophus ferrumequinum).

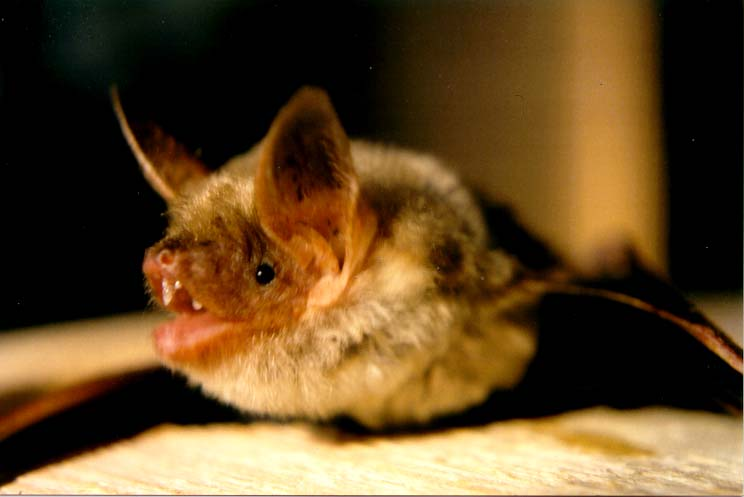
Grand murin (Myotis myotis)
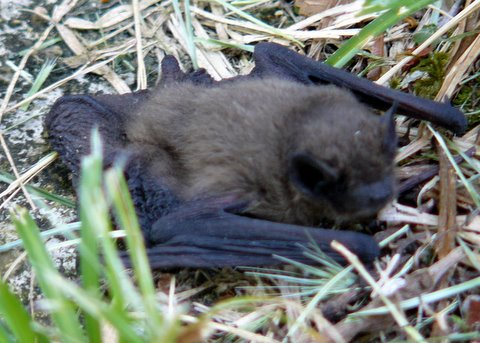
non identifié, sur Natura 2000 Antenne

On trouve aussi des habitats de chiroptères dans les zones Natura 2000 suivantes :
- carrières des chaudrolles de la vallée de l'Antenne.

- vallée de l'Issoire : 507 ha sur les communes d'Esse et de Brillac. Aulnaie frênaie avec présence remarquable comme amphibien du Sonneur à ventre jaune (Bombina variegata), comme poissons du Chabot (Cottus gobio) et de la Lamproie de Planer (Lampetra planeri), comme invertébrés du Grand capricorne (Cerambyx cerdo) et du Lucane cerf-volant (Lucanus cervus) et comme mammifères de plusieurs chauve-souris, le Grand Murin (Myotis myotis), le Grand Rhinolophe (Rhinolophus ferrumequinum) et le Petit Rhinolophe (Rhinolophus hipposideros).
- vallée de la Tardoire sur 3149 ha : les mêmes espèces remarquables avec en plus le Minioptère de Schreibers (Miniopterus schreibersi) et trois invertébrés la Cordulie à corps fin (Oxygastra curtisii), le Cuivré des marais (Lycaena dispar) et le Grand capricorne. (Cerambyx cerdo).
- vallées calcaires péri-angoumoisines : sur 1654 ha des invertébrés, et en particulier Agrion de Mercure (Coenagrion mercuriale), Azuré de la Sanguisorbe (Phengaris teleius), Cuivré des marais (Lycaena dispar) et Lucane cerf-volant (Lucanus cervus) et des chiroptères, des Barbastelles (Barbastella barbastellus), le Grand Murin (Myotis myotis), Minioptère de Schreibers (Miniopterus schreibersi), Vespertilion à oreilles échancrées (Myotis emarginatus), Vespertilion de Bechstein (Myotis bechsteini), Petit Rhinolophe (Rhinolophus hipposideros) et le Grand Rhinolophe (Rhinolophus ferrumequinum), mais tous en faible quantité.
- chaumes du Vignac et de Clérignac : 103 ha avec présence de Sonneur à ventre jaune (Bombina variegata) et de Petit Rhinolophe (Rhinolophus hipposideros).
- forêt de la Braconne : 4588 ha à l'est d'Angoulême, forêt diversifiée où sont présents le Grand capricorne (Cerambyx cerdo) et le Lucane cerf-volant (Lucanus cervus), qui est l'habitat de chauve-souris, les Barbastelles (Barbastella barbastellus), le Grand Murin (Myotis myotis), Minioptère de Schreibers (Miniopterus schreibersi), Vespertilion à oreilles échancrées (Myotis emarginatus), Vespertilion de Bechstein (Myotis bechsteini) et le Petit Rhinolophe (Rhinolophus hipposideros).
- les chaumes boissières et coteaux de Châteauneuf-sur-Charente : 625 ha avec les mêmes chiroptères sauf les 2 espèces de Vespertilions et des invertébrés Agrion de Mercure (Coenagrion mercuriale), Cordulie à corps fin (Oxygastra curtisii), Gomphe à cercoïdes fourchus (Gomphus graslinii) et Lucane cerf-volant (Lucanus cervus).

### Habitat d'orchidées
Les sites sont sur les pelouses calciformes et tout spécialement sur trois zones Natura 2000, les Chaudolles sur la zone Natura 2000 de la vallée de l'Antenne, les coteaux calcaires entre les Bouchauds sur la commune de Saint-Cybardeaux et Marsac (222 ha en plusieurs petites zones à l'est de Rouillac et jusqu'après Hiersac de pelouses sèches, site  remarquable pour les orchidées, avec présence de l'Agrion de Mercure (Coenagrion mercuriale) et le Lucane cerf-volant (Lucanus cervus)) et les coteaux du Montmorelien  sur 323 ha répartis en petites zones.

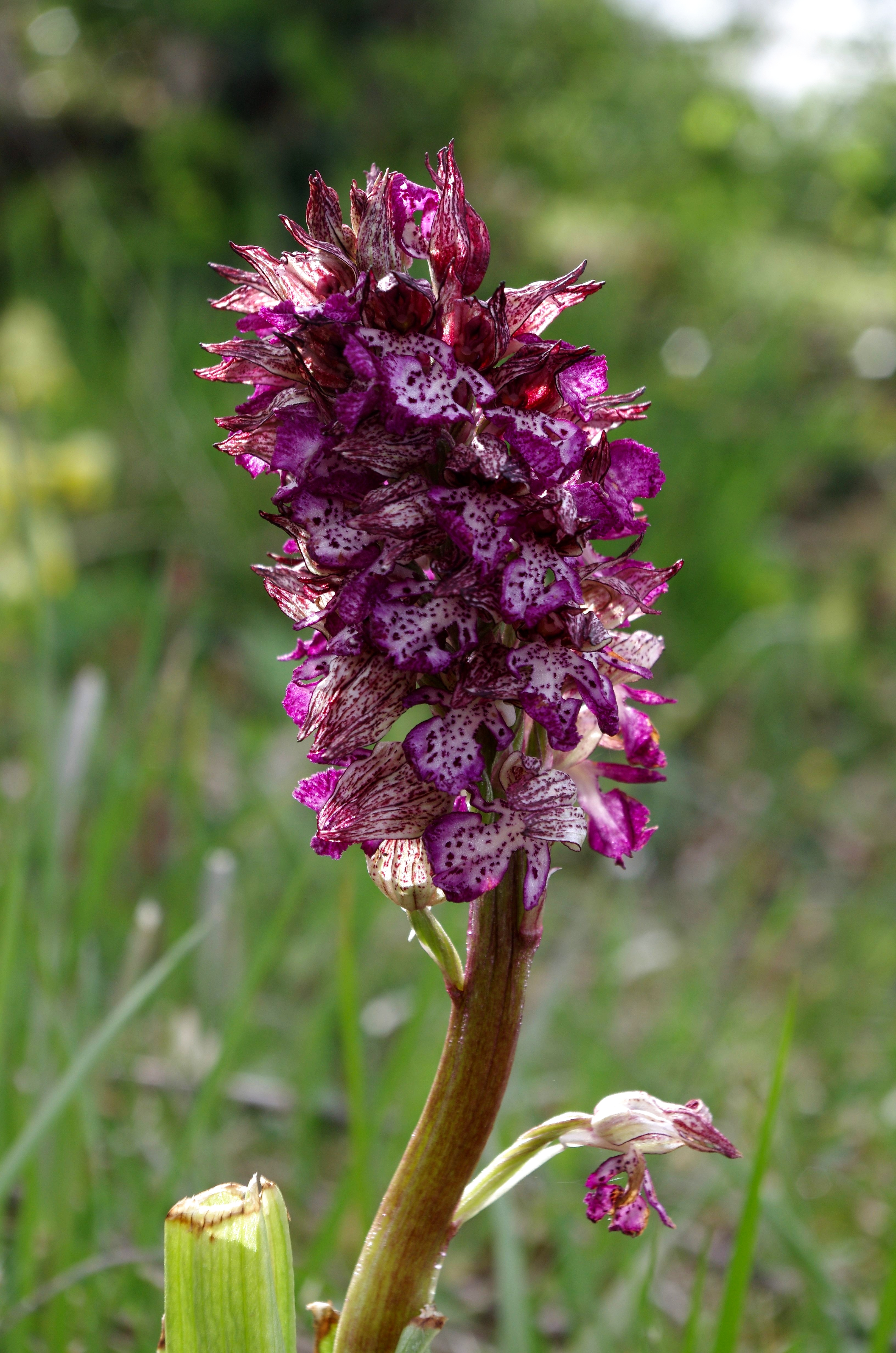
Orchis pourpre ou Pentecôte (Orchis purpurea)
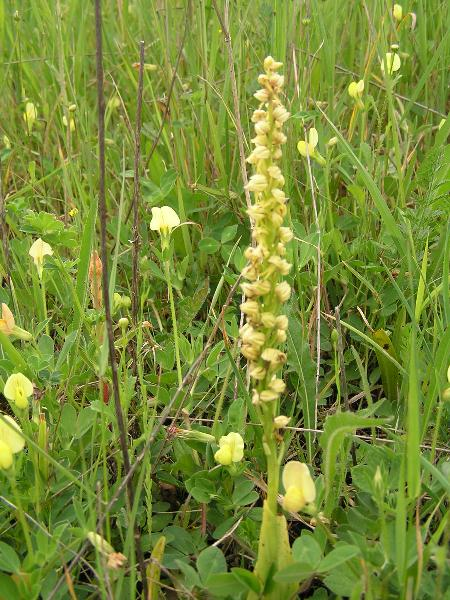
Homme-pendu (Orchis anthropophora)
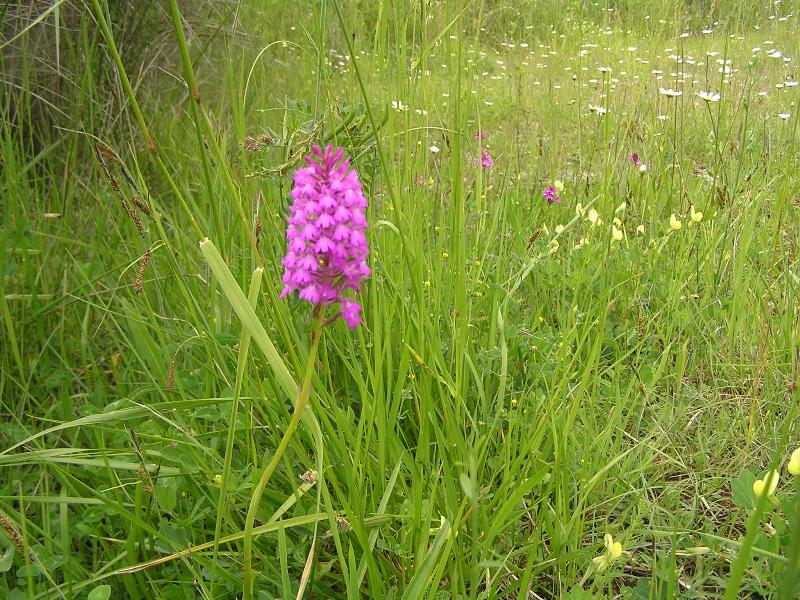
Orchis pyramidal (Anacamptis pyramidalis)
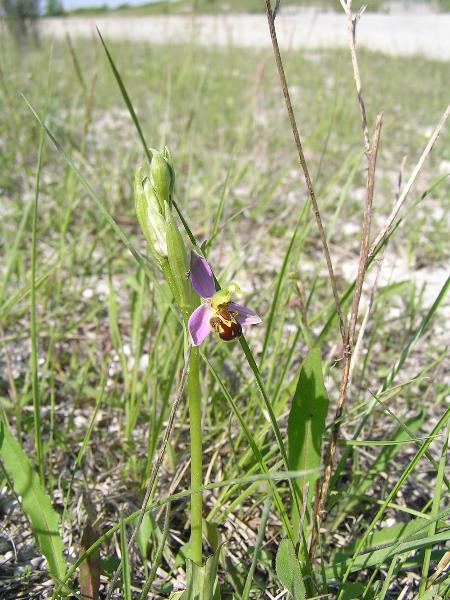
Ophrys abeille (Ophrys apifera)
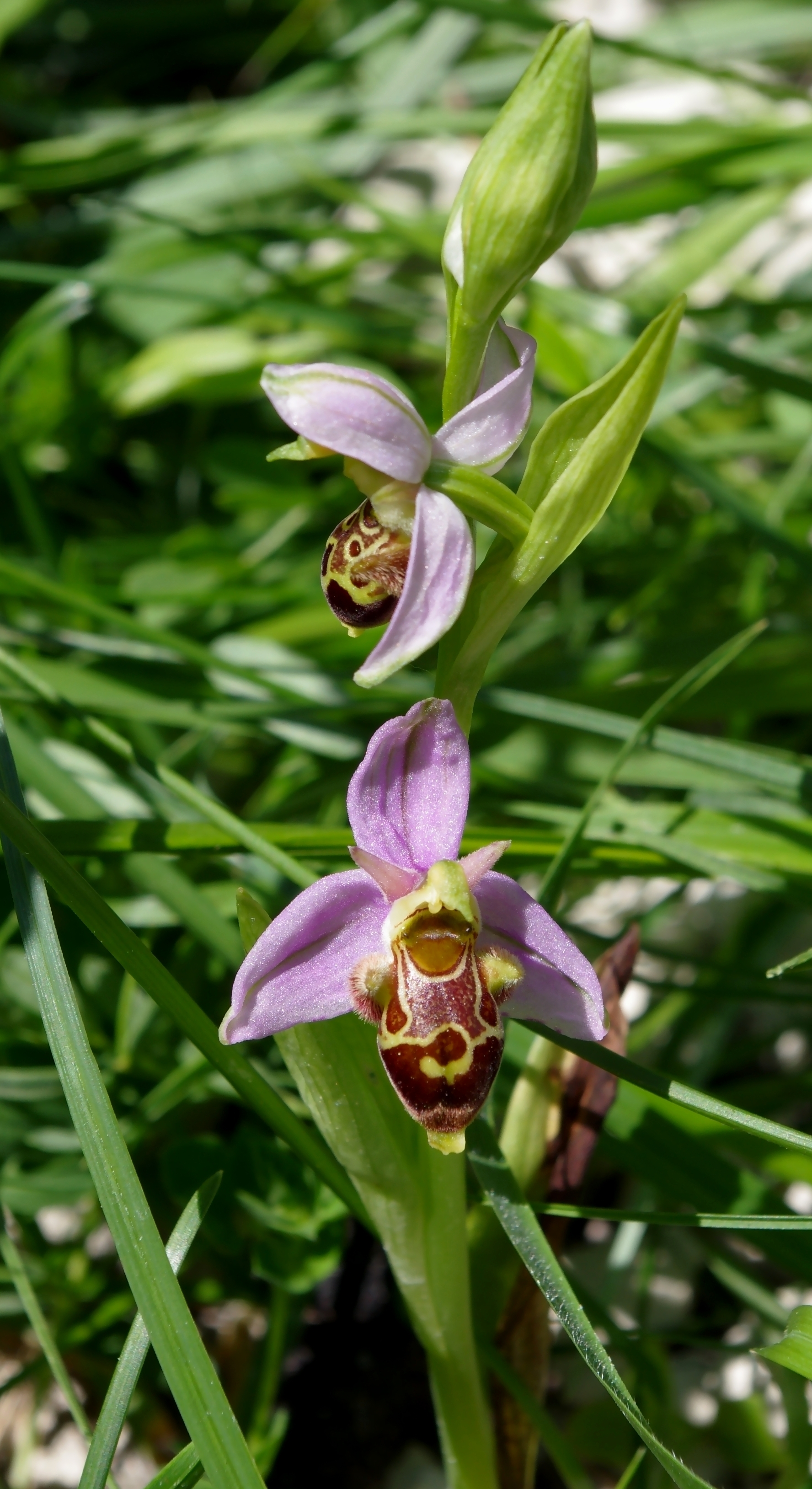
Ophrys bécasse (Ophrys scolopax)

## Géographie humaine

### Peuplement
Le peuplement de la Charente a commencé le long du fleuve et de ses affluents dans les grottes et les abris sous roche dès le Néolithique. Cette caractéristique a perduré au long du temps avec de multiples villes, villages et hameaux sur les rives des cours d'eau, principaux axes du commerce. L'exode rural a ensuite accentué ce déséquilibre de peuplement.
Les principales villes et gros bourgs du département sont bâties dans des boucles du fleuve, aux lieux où ont été construits des ports et des ponts : Condac, Verteuil-sur-Charente, Mansle, Montignac-Charente, Angoulême et son péri-urbain Saint-Yrieix-sur-Charente, Gond-Pontouvre, Fléac, La Couronne, puis en aval Châteauneuf-sur-Charente, Saint-Simeux et Saint-Simon  les villages gabariers, Jarnac, Cognac et Javrezac. Montbron et La Rochefoucauld sont sur la Tardoire, Saint-Claud sur le Son, Aigre sur l'Aume et comme leur nom l'indique Chasseneuil-sur-Bonnieure, Mouthiers-sur-Boëme et Lagarde-sur-le-Né.
Sur 21 chefs-lieux de cantons que compte le département, 14 sont sur la Charente et ses affluents, tandis que Confolens est sur la Vienne, Aubeterre sur la Dronne et Chalais  sur son affluent la Tude.
En 200 ans, la population du département de la Charente est restée stable aux environs de 340 000 habitants, chiffres semblables à ceux d'avant la Révolution ou du début du XIXe siècle, mais les cantons ruraux de l'est du département ont subi un exode important alors que les agglomérations d'Angoulême et de Cognac augmentaient de respectivement 38 % et 39 % entre 1954 et 1975. Ce déséquilibre amène l'agglomération d'Angoulême à concentrer le 1/3 de la population tandis que les zones rurales se dépeuplent, surtout en Charente limousine et en Sud-Charente et en 1975 onze cantons avaient moins de 30 habitants au km2.

### Géographie économique
L'économie a été dictée par les ressources géologiques, les possibilités agricoles et les voies de circulation.
Les sols sont extrêmement divers avec du nord-est au sud-est des terres de massifs anciens, des terres de brandes, des terres de groies, des terres marneuses et des sables dunaires, tous ces sols étant coupés de larges vallées alluviales. Ceci explique la diversité des paysages avec principalement à l'ouest sur le plateau calcaire les vignes de la région d'appellation contrôlée cognac, au sud les forêts de pins, à l'est les forêts de feuillus et de résineux, au nord une zone de plaine avec du bocage au nord-est. Le tout est coupé par les vallées alluviales inondables où sont bâties les villes.
Les grands axes de circulation traditionnels étaient le fleuve Charente, rendu navigable jusqu'en amont d'Angoulême, la via Agrippa Saintes-Lyon dite chemin des Romains ou chemin Chaussé, et le chemin Boisné Saintes-Rome. Ensuite les diligences ont emprunté des axes nord-sud, qui étaient peut-être très antérieurs (Jarnac ou Angoulême). Le chemin de la Poste entre Paris et Bordeaux passait par Châteauneuf, puis a été réaménagé pour passer par Angoulême. Le réseau de chemin de fer a doublé certaines de ces voies de circulation, et il en reste le Paris-Bordeaux par Angoulême et une transversale Saintes - Cognac - Angoulême - Limoges.
Les briqueteries et tuileries se sont développées sur les gisements d'argile rouge près de Roumazières-Loubert, Placoplatre près du gisement de gypse près de Cognac, la fonderie de Ruelle car il y avait la force motrice de la Touvre et le minerai de fer venant de la vallée du Bandiat et du sud de l'Angoumois.
Les papeteries ont débuté au niveau des moulins grâce à l'eau.
La vigne de la région d'appellation contrôlée Cognac a modelé toute l'économie de l'ouest du département : vignobles, distilleries, négoce, transport, verrerie, bouchons, emballage et conditionnement.